# José Antonio Gabriel y Galán
José Antonio Gabriel i Galán (Plasència, 1940 - Madrid, 1993) fou un poeta, novel·lista, traductor, editor i periodista extremeny. Era net de l'escriptor José María Gabriel i Galán. A molt primerenca edat es trasllada amb la seva família a Madrid. Va estudiar Dret a la capital d'Espanya i periodisme a París. A partir de 1986 refunda i dirigeix la revista cultural El Urogallo, creada i editada en la seva primera etapa (1969-1976) per Elena Soriano. La revista va sobreviure a JA Gabriel i Galán fins a 1996, any en què va deixar de publicar-se. Va ser durant anys col·laborador de El País on tenia una columna pròpia.

## Obres

### Poesia
- Descartes mentía (1977).
- Un país como este no es el mío (1978).
- Poesía (1970-1985) (1988).
- El último naipe. Poesía completa (1970-1990).

### Novel·la
- Punto de referencia (1972).
- La memoria cautiva (1981).
- A salto de mata (1981).
- El bobo ilustrado (1986).
- Muchos años después (1992).

### Diari
- Diario 1980-1993  (2007). Obra pòstuma.

### Teatre
- La grandeza de Tito  (1988).

### Altres obres
- Caballos de España  (1999). Obra pòstuma.